# Polydesmus carneus
Polydesmus carneus är en mångfotingart som beskrevs av Henri Saussure 1859. Polydesmus carneus ingår i släktet Polydesmus och familjen plattdubbelfotingar. Inga underarter finns listade i Catalogue of Life.